# Середньовічний метал
Середньовічний метал (англ. Medieval metal) — піджанр фолк-металу, що поєднує хеві-метал із середньовічною народною музикою. Середньовічний метал здебільшого обмежується Німеччиною, де він відомий як Mittelalter-Metal або Mittelalter-Rock. Жанр з'явився в середині 1990-х років завдяки внеску Subway to Sally, In Extremo та Schandmaul. Стиль характеризується широким використанням різноманітних традиційних народних та середньовічних інструментів.

## Історія

### Прекурсори

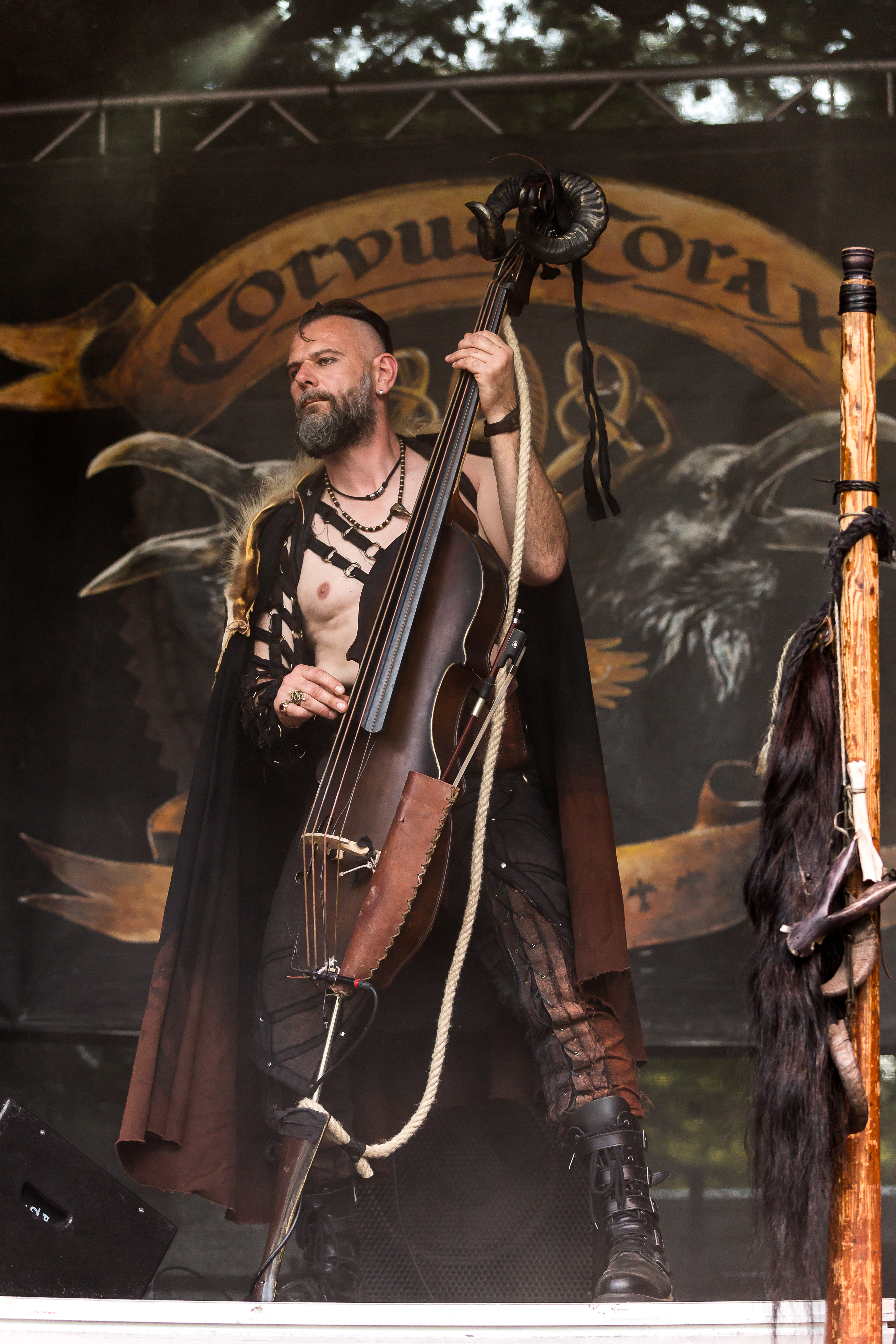
Corvus Corax

Середньовічний фолк-гурт Corvus Corax був створений у 1989 році і випустив дебютний альбом того ж року. Гурт використовує старовинні інструменти, серед яких цистра, гуслі, бініу, буцина, давул, даф і корнет, а найвідомішими є шоломія та волинка. Вони описують свій підхід як «гучніший, брудніший і потужніший, ніж будь-яка інтерпретація середньовічної музики до цього». Тому результат більше асоціюється з середньовічними тавернами та генделиками, ніж з королівськими дворами чи церквою.
Хоча середньовічний метал — це німецьке явище, одним із натхненників жанру є англійський фолк-метал-гурт Skyclad. Сформований у 1990 році як треш-метал-гурт, вони додали скрипки сесійного музиканта Майка Еванса до кількох треків свого дебютного альбому «The Wayward Sons of Mother Earth», а пісня «The Widdershins Jig» була визнана «особливо значущою» і «певною мірою першою в царині металу». Гурт додав до своїх лав штатного скрипаля, і з того часу вважається не лише основоположниками і піонерами фолк-металу, але й прямим натхненником середньовічних метал-гуртів.

### Походження
Східнонімецький гурт Subway to Sally був створений у 1992 році як фолк-рок-гурт, який співав англійською мовою та поєднував у своїй музиці ірландські та шотландські мотиви. Зі своїм другим альбомом MCMXCV, випущеним у 1995 році, гурт прийняв «більш традиційний підхід» і почав співати німецькою мовою. Під впливом Skyclad Subway to Sally виконує суміш хард-року та хеві-металу, «збагачену середньовічними мелодіями, вплетеними в пісні за допомогою волинки, сопілки, лютні, мандоліни, шалману, скрипки та флейти» та поєднаними з «романтично-символічною німецькомовною поезією» в текстах. Завдяки успіху в хіт-парадах у рідній Німеччині, гурт називають гуртом, «який започаткував хвилю того, що відомо як середньовічний рок».
У 1994 році в Берліні відбувся концерт, на якому виступили рок-гурт Noah та учасники вищезгаданого середньовічного гурту Corvus Corax. В результаті цього поєднання середньовічної та рок-музики гурт Noah перетворився на In Extremo. Вони почали з двох акустичних середньовічних альбомів, а потім випустили метал-альбом Weckt die Toten! у 1998 р. З того часу вони здобули успіх у чартах Німеччини завдяки своєму «сценічному вбранню в середньовічному стилі та безсоромному використанню таких химерних інструментів, як шотландська волинка».
Corvus Corax також долучився до боротьби, випустивши EP у 1996 році, який містив метал з волинкою. EP називався Tanzwut, і з того часу гурт продовжує досліджувати середньовічний метал як сайд-проект з такою ж назвою. Їхній стиль поєднує в собі не лише середньовічну музику та хеві-метал, але й індастріал та електронні біти.
У 1999 році також вийшов дебютний альбом Schandmaul. Описуючи себе як «менестрелів сучасності», баварський гурт використовує музичний арсенал, що включає волинку, гуслі, шом, скрипку та мандоліну. Як і Subway to Sally та In Extremo, Schandmaul досягли успіху в хіт-парадах у рідній Німеччині. Серед інших гуртів, які також з'явилися наприкінці 1990-х та на початку 2000-х років, були Letzte Instanz, Morgenstern, Saltatio Mortis та Schattentantz.

### 21 століття
Гурт продовжує користуватися успіхом і у 21 столітті. У 2005 році альбом «Mein rasend Herz» гурту In Extremo посів третє місце в німецькому чарті, а їхній наступний альбом «Sängerkrieg» (2008) посів перше місце в німецькому чарті, а альбом «Unendlich» (2014) посів друге місце в німецькому чарті і згодом був визнаний золотим у Німеччині. Інші гурти, такі як Feuerschwanz і Folkstone, продовжували з'являтися в міру того, як старіші колективи досягали більшого успіху в мейнстрімі.

## Музичні особливості
Як і його батьківський жанр, середньовічний рок використовує ті ж типові інструменти, що і хеві-метал: гітари, бас, барабани та вокаліст. Відомо, що гурти, які грають у цьому жанрі, доповнюють своє звучання широким спектром народних і традиційних інструментів. Дерев'яні духові інструменти, такі як волинка, флейти та шоломія, можна знайти в музиці Corvus Corax, Tanzwut, In Extremo, Schandmaul, Morgernstern, Schattentantz та Subway to Sally, а струнні інструменти, такі як скрипка, лютня, колісна ліра, віолончель, арфа та мандоліна використовуються Subway to Sally, In Extremo, Schandmaul, Morgernstern, та Schattentantz. Багато гуртів також одягаються на сцені у стилізовані костюми середньовічної епохи.